# Los Bravos
Los Bravos — іспанська біт-група, заснована в 1965 році в Мадриді. Їх сингл «Black Is Black» в липні 1966 року досяг другого місця у Великій Британії та 4 місця в США (таким чином Los Bravos стали першою іспанською групою, якій вдалося потрапити в американські чарти), розійшовшись тиражем 1 мільйон примірників.

## Біографія
Колектив був утворений в результаті об'єднання музикантів з двох поп-груп; Los Sonor з Мадрида і The Runaways з Мальорки. Провідний вокаліст Los Bravos Майк Когель народився в Німеччині. Його вокальний стиль часто порівнювали з манерою Джина Пітні. У липні 1966 року сингл групи «Black is Black» досяг другого місця в UK Singles Chart, 4 місця в американському чарті Billboard Hot 100 і розійшовся тиражем в один мільйон копій по всьому світу. Запис композиції був виконаний Тоні Хейзом і Стівом Веди в студії, де вони записували демоверсії групи (розташована в селі Ху Сайнт Вебург поблизу Рочестера). Пізніше пісня була переспівана французькими виконавцями Джонні Голлідеєм і гуртом Belle Époque, диско-версія цієї пісні яких досягла 2 місця в Сполученому Королівстві.
Наступний сингл Los Bravos «I don't Care» в жовтні 1966 року досяг 16 місця у Великій Британії. У 1967 році група брала участь у фестивалі в Сан-Ремо, але не змогла потрапити у фінал з італомовною піснею «Uno come noi». Також група знялася в двох іспанських комедійних фільмах: Los chicos con las chicas (1967, режисер Хав'єр Агірре) і ¡Dame un poco de amooor…! (1968, режисери Хосе Марія Форке і Франсіско Масьян). Пісня «Going Nowhere», що увійшла в саундтрек першого фільму, пізніше була перевидана Rhino Entertainment в збірнику Nuggets II: Original Artyfacts from the British Empire and Beyond, 1964—1969.
20 травня 1967 року один із засновників Los Bravos, 23-річний Мануель Фернандес, чия кохана Лотті Рей загинула в автокатастрофі, покінчив життя самогубством.

## Склад групи
- Майкл «Майк» Кеннеді (уроджений Майкл Волкер Когель, 25 квітня 1944, Берлін) — вокал.
- Антоніо Мартінес (3 жовтня 1945, Мадрид — 19 червня 1990, Кольменар-В'єхо) — гітара. Загинув у мотоциклетної аварії по дорозі до студії звукозапису[6][7].
- Мануель Фернандес (29 вересня 1943, Севілья, Андалусія — 20 травня 1967) — електроорган.
- Мігель Вісенс Данус (21 червня 1944, Ферроль, Галісія — 12 грудня 2022) — бас-гітара.
- Пабло Гомес (нар. 5 листопада 1943, Барселона, Каталонія) — ударні.
- Хесус Глюк (уроджений Хесус Глюк Сарасібар, 1941, Іспанія) — електроорган (з 1967).
- Ентоні «Тоні» Андерсон (нар. 1941, Аккрінгтон, Ланкашир, Англія) — вокал.

## Дискографія

### Сингли
| Рік  | Сингл                   | Позиція в чартах | Позиція в чартах | Позиція в чартах |
| Рік  | Сингл                   | US               | UK               | AU               |
| ---- | ----------------------- | ---------------- | ---------------- | ---------------- |
| 1966 | «Black Is Black»        | 4                | 2                | 3                |
| 1966 | «I don't Care»          | -                | 16               | 51               |
| 1966 | «Going Nowhere»         | 91               | -                | 99               |
| 1968 | «Bring a Little Lovin'» | 51               | -                | 48               |

### Альбоми
- Black is Black (1966), Press Records — US no. 93
- Bring a Little Lovin'  (1968), Parrotuaen
- All the Best (1993), Decca[8] (збірник)